# Hans Müller-Kray
Hans Müller-Kray   (Essen, 13 d'octubre de 1908 - Stuttgart, 30 de maig de 1969) va ser un director d'orquestra, director musical i professor d'orquestra alemany.

## Vida i carrera
Hans Müller va néixer a Essen-Kray. Va créixer com el més jove de 14 fills del capatàs miner Karl Müller, que des de 1882 fins a la seva mort al juliol de 1937 va ser el líder del cos de música dels miners locals (Knappenmusikkorps). Müller va aprendre a tocar el piano i el violoncel mentre encara era a l'escola. Després de completar l'escola primària i l'escola de gramàtica, primer es va dirigir a la formació comercial, però després va estudiar música a la "Folkwangschule". Va aprovar l'examen final com a professor de música certificat per l'estat. Va treballar com a director coral i pianista, recorrent el món com a acompanyant. Va dirigir cors a Essen-Werden i Essen-Steele.
Va ser mestre de capella al Stadttheater Essen, l'òpera municipal d'Essen des de 1932. En la temporada 1933/34, va ser el pianista del ballet Der Grüne Tisch, va treballar amb Kurt Jooss, també en una gira per Alemanya i altres països. De 1934 a 1941, va ser mestre de capella al Teatre Münster. Es va convertir en mestre de capella de l'emissora Reichssender Frankfurt el 15 de maig de 1942.
Després de la Segona Guerra Mundial, va ser mestre de capella al "Staatstheater Wiesbaden" de 1945 a 1948. El 1948, va ser nomenat per l'Oficina de Govern Militar dels Estats Units com a cap del departament de música principal i al mateix temps director en cap de lOrquestra Simfònica de la Ràdio de Stuttgart de "Süddeutscher Rundfunk". Va treballar en aquesta doble funció fins a la seva mort, amb el títol "generalmusikdirektor" des de 1951. Va conrear l'ampli repertori simfònic, incloent música contemporània que havia estat suprimida sota el règim nazi. També va dirigir òpera, incloent més de 30 enregistraments complets.
Va canviar el seu cognom a Müller-Kray oficialment el 22 de juny de 1955. Va ensenyar al "Musikhochschule Stuttgart" des de 1958, nomenat professor el 1961.
Müller-Kray va morir al seu lloc de treball a la "Funkhaus" de Stuttgart d'insuficiència cardíaca sobtada a l'edat de 60 anys. La seva tomba es troba al cementiri de Steinenbronn.

## Enregistraments
Müller-Kray va dirigir el 1951 el primer enregistrament complet de l'òpera Genoveva de Schumann amb les forces del "Staatsoper Stuttgart", incloent Friederike Sailer en el paper principal. El mateix any, va dirigir una producció radiofònica de lErnani de Verdi. Va dirigir diversos enregistraments amb el tenor Fritz Wunderlich, incloent Les Deux Journées de Cherubini.